# Martina Zöllner

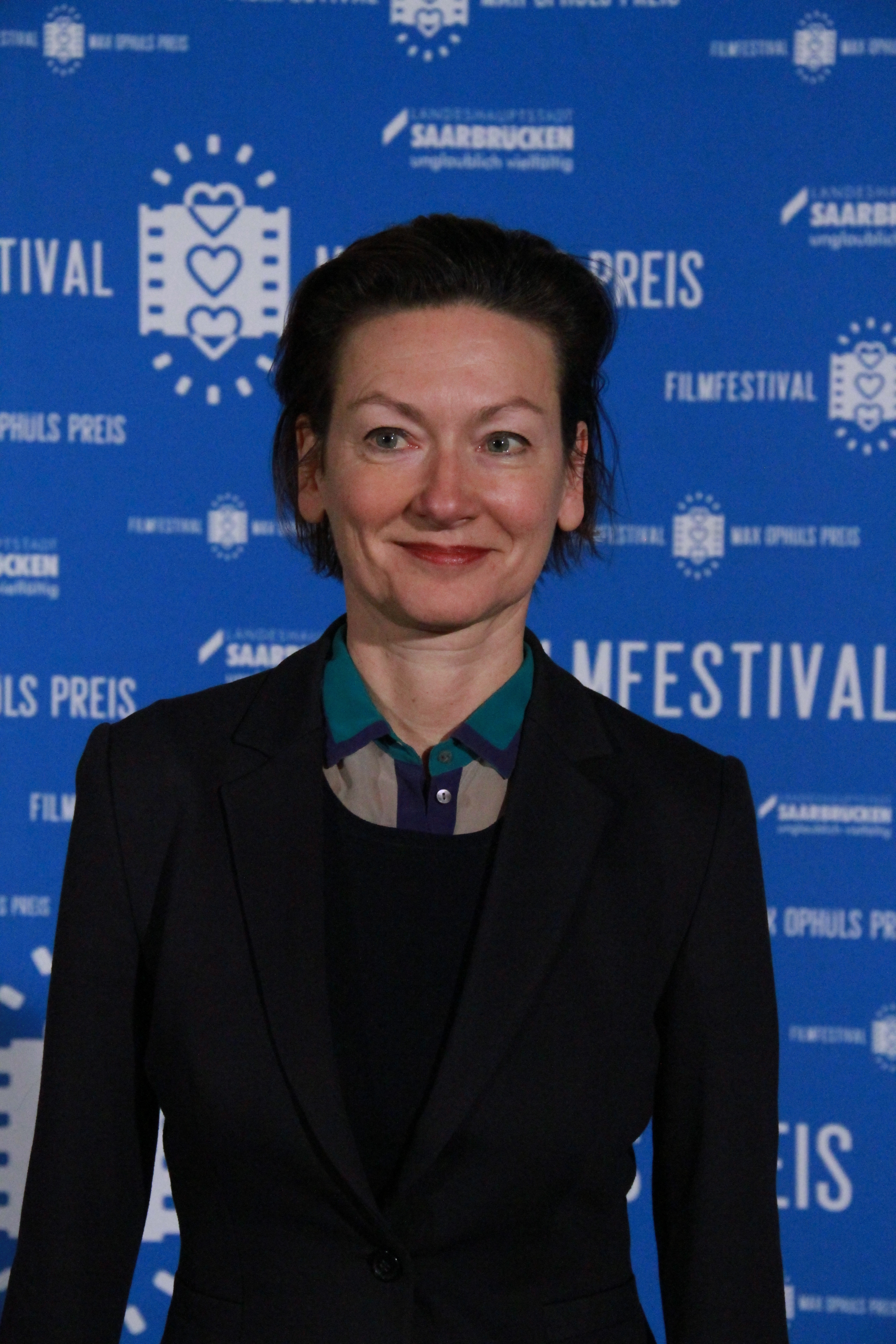
Martina Zöllner beim Filmfestival Max Ophüls Preis 2015

Martina Zöllner (* Juli 1961 in Speyer) ist eine deutsche Journalistin, Autorin, Fernsehredakteurin und Medienmanagerin.

## Leben
Bereits während ihres Studiums der Germanistik und Anglistik an der Freien Universität Berlin begann Zöllner als freie Journalistin und Autorin für Kulturredaktionen verschiedener ARD-Anstalten zu arbeiten; nach abgeschlossenem Studium dann auch hauptberuflich und ab 1990 regelmäßig für den Süddeutschen Rundfunk (SDR). 1993 wurde sie beim SDR als Redakteurin im Bereich „Aktuelle Fernsehkultur“ angestellt. Als 1998 der SDR mit dem Südwestfunk zum Südwestrundfunk (SWR) fusionierte, übernahm sie die Leitung des Ressorts Kulturdokumentationen des SWR und ab 2007 zusätzlich die Redaktion Dokumentarfilm. In dieser Zeit initiierte und betreute Zöllner zahlreiche Dokumentationen und dokumentarische Reihen, u. a. den Vierteiler „Auschwitz und kein Ende“, die Portraitreihe „Deutsche Lebensläufe“ und den vierteiligen Essay Was war links? und war redaktionell zuständig für zahlreiche Dokumentarfilme und kulturelle Fernsehdokumentationen. Die ARD-Reihe Deutschland, deine Künstler entstand auf ihre Initiative hin. 2008 ging sie aus privaten Gründen für ein Jahr nach Israel.
In den folgenden Jahren hatte Zöllner weitere Positionen beim SWR inne. Ab Oktober 2011 war sie Kulturchefin Fernsehen; 2013 wurde sie Leiterin der Hauptabteilung „Film und Kultur“, schließlich der Hauptabteilung „Film und Doku“. Als Redakteurin der Echtzeit-Serie Zeit der Helden wurde sie für die Idee und Konzeption 2013 mit dem Deutschen Fernsehpreis und 2014 mit dem Grimme-Preis ausgezeichnet. Den Deutschen Fernsehpreis erhielt sie auch für die redaktionelle Betreuung des ersten Teils der ARD-Trilogie „NSU - Mitten in Deutschland“ (2016) und des fiktionalen Zweiteilers „Brüder“ (2017). Sie zeichnet verantwortlich für zahlreiche Filmdebüts und Kinokoproduktionen: so entstand z. B. der vielfach preisgekrönte Film „Toni Erdmann“ unter Zöllners Leitung als Koproduktion mit dem SWR. Sie gilt als engagierte Förderin des Dokumentarfilms sowie des filmischen Nachwuchses.
Im Juni 2017 wechselte sie von SWR zum Rundfunk Berlin-Brandenburg (rbb), wo sie die Leitung des neu geschaffenen Programmbereichs „Doku und Fiktion“ übernahm. Damit zog sie von Baden-Baden wieder nach Berlin. Im Juni 2018 wurde unter ihrer redaktionellen Verantwortung u. a. die Verfilmung von Michel Houellebecqs Roman „Unterwerfung“ im Ersten ausgestrahlt.
Unter ihrer Leitung richtete sich die Produktion stärker am veränderten Nutzungsverhalten des Publikums aus. Es wurden Formate entwickelt, die sowohl im linearen Fernsehen als auch online in der ARD-Mediathek erfolgreich sind. Dazu gehörten die mit dem Grimme-Preis ausgezeichneten Dokuserie „Charité intensiv - Covid Station 43“ und die Miniserie „Tina Mobil“, aber auch die preisgekrönten Serien „Legal Affairs“, „Eldorado KaDeWe“ und "Warten auf'n Bus" (alle 2021) sowie der Zweiteiler „Alice“ (2022).
Im April 2021 übernahm Zöllner zusätzlich die Leitung des gesamten Programmbereichs Kultur des RBB. Neben „Doku“, „Fiktion“ und „Arte“ umfasst der Bereich auch die beiden Radiowellen „radioeins“ und „rbbKultur“, das „Fachressort Crossmediale Kultur und Wissenschaft“, das „Podcast-Team“ und das „Team Musikproduktion und Veranstaltungen“. Im Zuge der RBB-Krise im Jahr 2022 war Zöllner als mögliche Nachfolgerin der abberufenen Intendantin Patricia Schlesinger im Gespräch. Im März 2023 wurde sie vom Rundfunkrat des RBB auf Vorschlag der Interimsintendantin Katrin Vernau zur neuen Programmdirektorin gewählt. Im Februar 2024 kündigte Zöllner an, nach ihrem Vertragsende nicht mehr als Programmdirektorin zur Verfügung zu stehen. Sie verließ Ende Mai 2024 den Sender.
Zöllner publizierte bisher zwei Romane. In ihrem 2003 erschienenen Debüt Bleibtreu beschreibt die Erzählerin Antonia Armbruster ihre Existenz als Geliebte an der Seite des verheirateten Philosophieprofessors Christian Bleibtreu. Hinter dieser literarischen Konstruktion wird die Beschreibung eines Liebesverhältnisses von Martina Zöllner mit Martin Walser vermutet. In der Literaturzeitschrift allmende wurde dies so zusammengefasst: „Frau Zöllner hat über ihr Verhältnis zu Herrn Walser geschrieben. Nichts anderes. Martina über Martin. Oder noch genauer: Martin lässt Martina über Martin schreiben. Autobiographie pur.“
Martina Zöllner ist mit dem israelischen Filmemacher und Regisseur Dror Moreh verheiratet und lebt in Berlin.

## Auszeichnungen

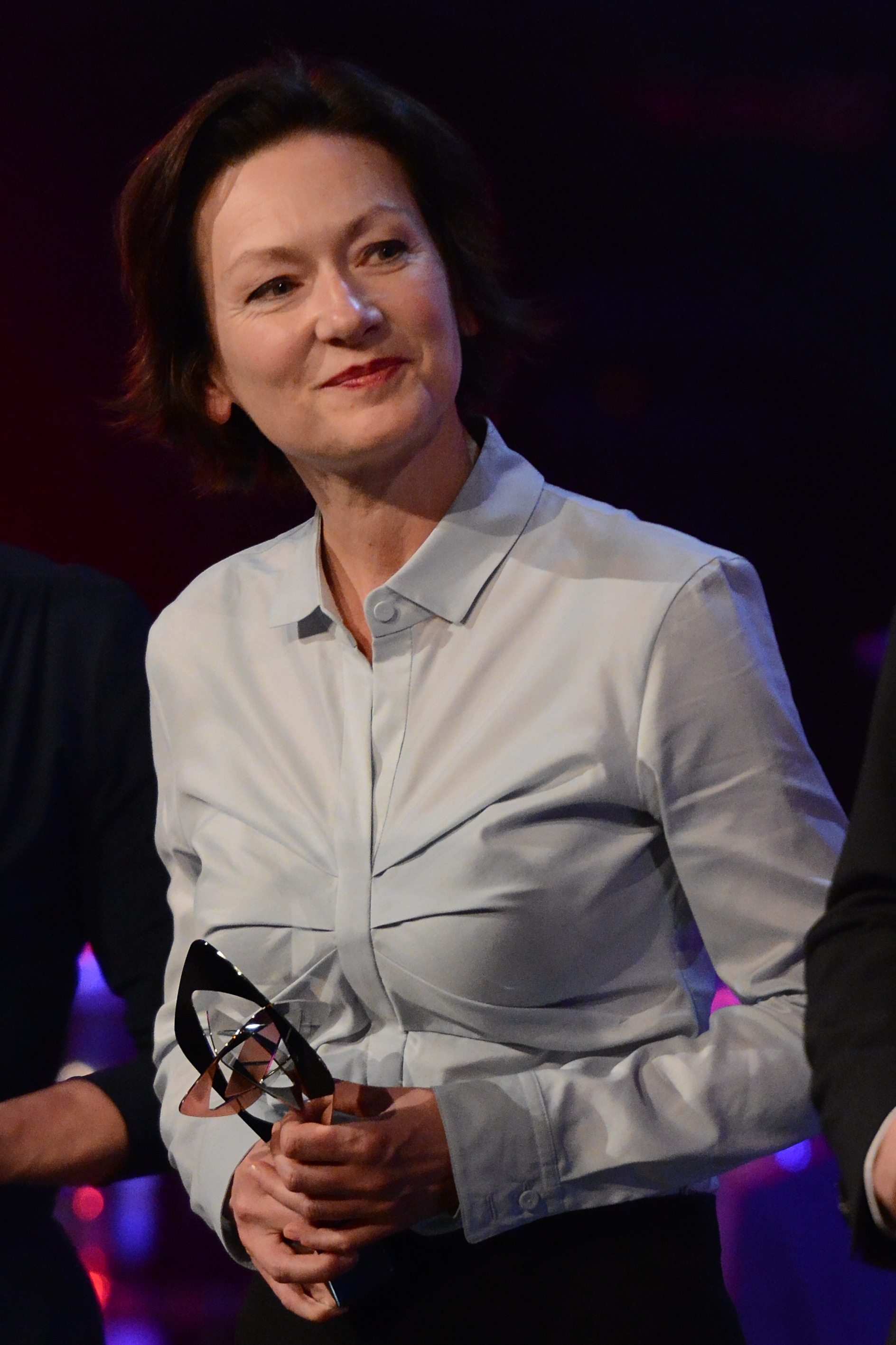
Martina Zöllner bei der Verleihung des Grimme-Preises 2014

- 1992: Deutscher Preis für Denkmalschutz (Journalistenpreis)[12]
- 2013: Deutscher Fernsehpreis für Zeit der Helden in der Kategorie Beste Serie (Redaktion, Idee und Konzeption)
- 2014: Grimme-Preis für Zeit der Helden (Idee und Konzeption)

- 2017: Deutscher Fernsehpreis für Heute ist nicht alle Tag - Teil 1 der Trilogie Mitten in Deutschland - NSU (Redaktion, gemeinsam mit Ulrich Herrmann)
- 2018: Deutscher Fernsehpreis für den Zweiteiler Brüder (Redaktion)

## Filmografie (Redakteurin/Initiatorin, Auswahl)
- 2001: Deutsche Lebensläufe (Doku-Fernsehreihe)
- 2002: Ein Kind aus der Ferne  (Doku-Fernsehserie)
- 2005: Horst Buchholz … mein Papa (Dokumentarfilm)
- 2006: Brecht – die Kunst zu leben (Dokumentarfilm)
- 2007: Bierbichler (Dokumentarfilm)
- 2008: Das Herz von Jenin (Dokumentarfilm)
- 2008: Deutschland, deine Künstler (Doku-Fernsehreihe)
- 2012: Das Milliardenversprechen (Fernsehdokumentarfilm)
- 2013: Zeit der Helden (Fernsehserie)
- 2013: George (Fernsehfilm)
- 2016: Mitten in Deutschland - NSU (Fernsehdokumentarfilm)
- 2017: Beuys (Dokumentarfilm)
- 2018: Unterwerfung (Fernsehfilm)
- 2018: Gundermann (Film)
- 2019: Familie Brasch – eine deutsche Geschichte (Dokumentarfilm)
- 2019: Berlin – Schicksalsjahre einer Stadt (Dokureihe)
- 2020: Warten auf’n Bus (Comedyserie)
- 2020: Die Getriebenen (Historienfilm)
- 2020: Ökozid (Fernsehfilm)
- 2020: Baseballschlägerjahre (Multimedia-Dokumentation)
- 2021: Charité intensiv – Covid Station 43 (Dokureihe)
- 2021: MaPa (Sadcom-Serie)
- 2021: Schattenwelten Berlin (Reportagereihe)
- 2021: Tina mobil (Miniserie)
- 2021: Wirecard - Die Milliardenlüge (Dokumentarfilm)
- 2021: Legal Affairs (Serie)
- 2021: Eldorado KaDeWe (Historienserie)
- 2022: Wie Gott uns schuf (Dokumentation)
- 2022: Lauchhammer – Tod in der Lausitz (Krimiserie)
- 2022: Alice (Fernsehfilm)

## Werke
- Bleibtreu. DuMont, Köln 2003, ISBN 3-8321-7856-2.
- Hundert Frauen. DuMont, Köln 2009, ISBN 978-3-8321-9526-7.